# پنهان ۲
پنهان ۲ (انگلیسی: The Hidden II) فیلمی در ژانر جنایی و ترسناک است که در سال ۱۹۹۳ منتشر شد. از بازیگران آن می‌توان به دنی مک‌براید و کیت هودگ اشاره کرد.